# 奧澤里亞尼 (加利奇區)
49°16′40″N 24°41′30″E / 49.27778°N 24.69167°E
奧澤里亞尼（烏克蘭語：Озеряни），是烏克蘭西部的村莊，隸屬伊萬諾-弗蘭科夫斯克州的伊萬諾-弗蘭科夫斯克區。該村面積5.76平方公里，人口350，人口密度每平方公里77.7人。